# استفان هوبر
استفان هوبر (انگلیسی: Stephan Huber؛ زادهٔ ۱ ژانویهٔ ۱۹۵۲) مجسمه‌ساز، و استاد دانشگاه اهل آلمان است. او پس از تحصیل در آکادمی هنرهای زیبا در مونیخ (۱۹۷۸-۱۹۷۱) کمک‌هزینه‌ای از موما پی‌اس‌وان در نیویورک دریافت کرد. او از سال ۲۰۰۴ در مونیخ (آکادمی هنرهای زیبا) استاد است و عضو آکادمی هنرهای زیبای باواریایی است. او در مونیخ زندگی می‌کند.